# Березина (Львовский район)
Березина (укр. Березина́) — село в Рава-Русской городской общине Львовского района Львовской области Украины.
Население по переписи 2001 года составляло 114 человек. Занимает площадь 0,5 км². Почтовый индекс — 80330. Телефонный код — 3252.